# Moires (Disney)
Pour les articles homonymes, voir Moires (homonymie) et Atropos (homonymie).
Les Moires sont des personnages de fiction qui sont apparus pour la première fois dans le long métrage d'animation Hercule. Leur rôle est inspiré des personnages homonymes de la mythologie grecque, les Moires, assimilées aux Parques dans la mythologie romaine, tandis que leur apparence avec un oeil unique partagé entre elles trois est inspirée par les Grées.

## Histoire
Les Moires sont trois sœurs prédisant l'avenir. Atropos coupe le fil de vie avec ses ciseaux, Clotho le déroule, et Lachésis en mesure la longueur.
Dans le film, elles annoncent à Hadès, grâce à leur unique œil, que les planètes s'aligneront bientôt en sa faveur et lui permettront d'accomplir son ultime manigance. Toutefois, cette prophétie a, dans une certaine mesure, une légère mais importante condition : Hadès ne réussira son plan machiavélique que s'il écarte tous dangers pouvant le faire échouer, en particulier Hercule son nouveau neveu.

## Description

### Apparence
L'animateur responsable des Moires est Nancy Beiman, mais contrairement aux homologues mythologiques, les apparences des Moires sont très laides, à cause de leurs apparences de vieillardes.
- Elles portent toutes trois comme costume de longues robes noires, ressemblant alors à de vieilles veuves.
- Elles possèdent à elles seules, un unique œil grâce auquel elles prédisent l'avenir.

## Interprètes
- Voix originales : Amanda Plummer (Clotho), Carole Shelley (Lachésis), Paddi Edwards (Atropos)
- Voix allemandes : Hannelore Gray (Clotho), Eva Gelb (Lachésis), Eva Maria Bayerwaltes (Atropos)
- Voix françaises : Colette Venhard (Clotho), Jacqueline Staup (Lachésis), Perrette Pradier (Atropos)
- Voix hongroises : Pálma Gyimesi (Clotho), Ilona Győri (Lachésis), Ilona Kassai (Atropos)
- Voix italiennes : Elena Magoia (Clotho), Graziella Polesinanti (Lachésis), Paola Giannetti (Atropos)
- Voix japonaises : Hisako Kyōda (Clotho), Nobuyo Tsuda (Lachésis), Masako Isobe (Atropos)
- Voix suédoises : Marie Kühler Flack (Clotho), Monica Forsberg (Lachésis / Atropos)

## Phrases cultes
Atropos : « Les WC changeront la face du monde. »

## Caractéristiques particulières
- Atropos est représentée dans le film comme petite et d'une couleur de peau mauvâtre avec des cheveux tentaculaires verts. C'est la seule Moire à ne posséder qu'un seul globe oculaire.
- Lachésis est représentée dans le film comme moyenne et d'une couleur de peau verdâtre avec un menton pointu et imposant.
- Clotho est représentée dans le film comme grande et d'une couleur de peau bleuâtre avec un énorme nez crochu.
- Malgré leurs apparences, les Moires sont considérés comme les personnages les plus laides de Disney[réf. souhaitée].